# موعد مع المغامرة
موعد مع المغامرة هو مسلسل تلفزيوني درامي وأنثولجي. عُرض على سي بي إس من 1955-1956. البرنامج ليس لديه مقدم. كان يعرض في 10 مساءاً أيام الأحد. 

## التاريخ
بث المسلسل 53 حلقة، منذ أن بث لأول مرة في 3 أبريل 1955 حتى نهاية في 1956 من الشهر نفسه. 

## الحلقات
تركزت الحلقات حول الحروب في تاريخ الولايات المتحدة، فضلا عن المشاهد الدرامية في الأحداث من العديد من الأماكن في جميع أنحاء العالم، من الماضي والحاضر والمستقبل. في الحلقة التي بثت في 1 مايو 1955, بولي بيرغن وداين كلارك و هيو رايلي ‏ مثلوا في «موعد في باريس».

## الضيوف
شمل الحلقات مجموعة من الضيوف الكثير منهم من الأسماء المعروفة والبعض منهم نجوم مغمورون، من ضمنهم  فيليب أبوت، إيدي آدمز، جين باري، كارل بيتز، نيفيل براند، باتريشيا بريسلين ‏، جيرالدين بروكس، ماكدونالد كاري، روبرت كلاري، جيمس دالي، غلوريا ديهافن، إيفا غابور، جيمس غريغوري، بات هنغل، هنري هول، كيم هنتر، هنري جونز،لويس جوردان، دون كيفر، فيليس كيرك، جون لوكهارت، جاك لورد، لين مكارثي (أربع حلقات)، بيجي ماكاي، بيف ماكجوير (حلقة بعنوان «رقم سبعة، صف الجلاد»)، روبرت ميدلتون، إليزابيث مونتغمري، بول نيومان، باتريك أونيل، باتي بيج (في«باريس فينشر»)، بيتسي بالمر، نيفا باترسون، مالا باور، شارلوت راي، إيريك رودس، وجانيس رول.

## روابط خارجية
- موعد مع المغامرة على موقع IMDb (الإنجليزية)
- موعد مع المغامرة على موقع كينوبويسك (الروسية)
- موعد مع المغامرة على موقع قاعدة بيانات الفيلم (الإنجليزية)